# Shintō (Gunma)
Shintō (jap. 榛東村 Shintō-mura) – wieś w Japonii, na wyspie Honsiu, w prefekturze Gunma. Według danych na rok 2020 miejscowość zamieszkiwało 14 216 mieszkańców , a gęstość zaludnienia wyniosła 509,2 os./km².